# 若松光一郎
若松 光一郎（わかまつ こういちろう、本名みついちろう、1914年8月8日 - 1995年11月7日）は、日本の洋画家。コラージュの世界的第一人者。

## 年譜
- 1914年 福島県岩城郡湯本町三函179（現 いわき市常磐湯本町三函179）に生まれる
- 1927年 福島県立磐城中学（現 磐城高等学校）に入学
  - 美術クラブ「X会」に入り、近藤広記、柴田善登に学ぶ
- 1934年 東京美術学校（東京芸術大学）油絵科に入学
  - 藤島武二教室に入る（同級生に杉全直・鎌田正蔵・土橋淳・鈴木新夫・1年後輩に佐藤忠良）
- 1937年 第2回新制作派展（現新制作協会）に入選、（人物 モデル紀志子）以後毎年出品を続ける
- 1938年 東京美術学校油絵科卒業
- 1939年 若松紀志子（旧姓樹下・じゅげ）と結婚 （池袋モンパルナス・アトリエ村に住む）
- 1941年 第6回新制作派展において新作家賞受賞（石の村・巌）
- 1944年 第9回新制作派展において岡田賞受賞。萩原高雄の絶賛を受ける（五月）
- 1945年 広島市にて終戦を迎える。8月6日、爆心地より5kmで原子爆弾を被爆
- 1946年 6月福島県平女子商業学校(現福島県立平商業高等学校)美術講師
- 1947年-1951年 毎日新聞美術団体連合展
- 1948年 福島県総合美術展運営委員になる
- 1949年 個展（マルトモホール、いわき市）
- 1951年 第5回福島県総合美術展において福島県教育委員会賞、福島民報賞受賞
- 1955年 第1回ユマニテ展（マルトモホール、いわき市）(ユマニテ会・1948年の「ユマニテ」結成に影響を受け1954年に結成した勉強会)
- 1956年 佐藤忠良、中谷泰、竹谷富士雄、鳥居敏文、吉井忠、森芳雄、朝倉摂、鈴木新夫らと
  - 常磐炭鉱・古河/好間炭鉱(常磐炭田)をスケッチする。
  - 第20回新制作協会展において好間炭礦(小田炭礦)で小田炭礦A・小田炭礦B・石炭を運ぶ女・で新会員に推挙される。
  - 6月 磐城女子高校（現福島県立磐城桜が丘高等学校）美術講師
- 1961年 いわき市平旧城跡の城山の家(篠原一男設計)に移転（2011年2月号住宅建築掲載）[2]
- 1962年 福島工業高等専門学校講師となり、1985年まで務める
- 1963年 個展（竹川画廊、東京銀座）-1964年
- 1965年 個展（資生堂画廊、東京銀座）-1966年 (北国の記念碑 い・ろ・は） ヴィンセント・プライスが9点購入
- 1966年 ヴィンセント・プライス・コレクションとして、アメリカ・カナダに巡回展 [3]
- 1967年-1969年 個展(東京麻布・ポールギャラリー) 外人コレクター・海外購入の契機になる(海外へ約100点が出ている)
- 1968年 個展（平市民会館、いわき市）
- 1970年 個展（草野ホール、いわき市）
- 1970-1971-1973-1976-1977-1981年 個展(東京銀座・ギャラリーオカベ)
- 1971年 コラージュ作品「舞」ニューヨーク近代美術館、国際協議会買い上げ 草野美術ホール”京の冬の旅”素描展
- 1972年 現代日本の美術選抜作家12人展(スウェーデン・デンマークに巡回）
- 1973年 福島県文化功労賞受賞・鎌田正蔵と南ヨーロッパに旅行 岩谷徹(フランス パリ)訪問
- 1975年 いわき市文化センター(いわき市10周年記念に建設)緞帳に伝承(1970年製作)採用・製作：京都龍村美術織物・原画：いわき市立美術館収蔵
- 1976年 福島現代美術展に出品・ いわき市民ギャラリー設立、会長に就任
- 1977年 現代日本の抽象絵画展（岡山県総合文化センター、岡山）
- 1978年 いわき民報賞受賞(株式会社 いわき民報社)
- 1979年 鎌田正蔵と東ドイツ旅行岩谷徹(フランス パリ)訪問
- 1979年-1981年岩手大学教育学部/特設美術科/非常勤美術講師
- 1981年 ストライプハウス美術館会館(現ストライプハウスギャラリー、東京）記念 現代の美術13人展
  - 欧州旅行-ロダン美術館佐藤忠良個展ツアーにて-岩谷徹銅版画lメゾチント作家（フランスパリ）訪問
- 1982年 個展(いわき市すまいギャラリー)
- 1983年 第1回地域文化功労者文部大臣賞受賞。個展（ストライプハウス美術館)・
  - すまいギャラリーにて6人展(つれだっていわきを描いた作家たち展 －1954年頃)個展(すまいギャラリー)・三越銀座ギャラリー現代抽象画展・図録 線と響
  - 『響と彩り』若松紀志子著（随筆集いわき民報に掲載)(草野心平と佐藤忠良が寄せ書き)
  - 福島大学教育学部美術科･岩手大学教育学部特設美術科 非常勤美術講師
- 1984年 現代東北美術の状況展（福島県立美術館、福島）
- 1985年 若松光一郎半世紀の歩み展（いわき市立美術館、いわき市）『若松光一郎』 いわき市立美術館 著 半生記の歩み
- 1988年『福島県洋画界と三人の画家たち』梅宮 英亮 著 歴史春秋出版
- 1990年 いわき市・市政功労賞受賞
- 1991年 線の表現一眼と手のゆくえ・展（埼玉県立近代美術館、浦和）・ロンドンのジャパン・フェスティバル‘A NEW WAVE’展
- 1995年 11月7日午前6時死去・享年81
- 1996年 若松光一郎の世界展（財団法人池田20世紀美術館、伊東）・『「鳥の歌」の響き』 安竜昌弘 著 （平成8年4月から5月までいわき民報に掲載)
- 2005年 9月『ELICONA 若松紀志子からのメッセージ』 日々の新聞社 編
- 2010年 若松光一郎展 律動する色彩（いわき市立美術館、いわき市[4]）
- 2012年 エリコーナ10周年記念-若松光一郎と池袋モンパルナスの仲間たち

## 関連施設
- アートスペースエリコーナ(若松光一郎・若松紀志子館)
  - 〒970-8026・福島県いわき市平大町10-3
  - 若松光一郎作品の収蔵ギャラリー･主宰若松紀志子・絵と音楽が響き合う､芸術を愛する人たちの空間・設計者は田渕論、モニュメント作成者は若松家の墓碑のデザインも手がけた小田襄作・夢ーK2。2003年4月12日オープン、「エリコーナ」とはギリシャ神話の音楽の神ミューズ（ムーサ）が住まう山の名前で、いわき市に疎開したときに開いていたレコード鑑賞会の名称である。広さ約90平方メートル、100人を収容できる音楽ホールでは、世界的な音楽家の演奏会も行われ、併設のギャラリーでは若松が残した油絵やコラージュ画をはじめ、全国の作家の展覧会も開いている。外部リンク参照。

## 代表作
「大地の歌」。グスタフ・マーラーの「大地の歌」を聞きながら、チベットの古代壁画のイメージで描いた150号超を3枚組み合わせた大作である。

## 収蔵先
東京国立近代美術館、福島県立美術館、いわき市立美術館、郡山市美術館、そしてアートスペースエリコーナに彼の作品が置かれている。

## 親族
- 若松紀志子（妻。ピアノ指導者。東京美術学校（現 東京藝大）卒。アートスペースエリコーナ主宰）
- 中川素直（二女。ピアノ指導者。桐朋学園大学卒。アートスペースエリコーナを夫・中川英明と企画運営）
- 吉田晴弥（孫。宇宙陶芸士）東京藝大工芸科・大学院陶芸科卒 [5]

## 教え子・関係者
- 関孝弘（若松にイタリア文化や音楽的影響を与えたピアニスト）
- 柴崎徳明（立教大学理学部物理学科教授・福島高専の教え子・宇宙物理学を研究し影響を与えた）